# Дюссельдорф-Верстен

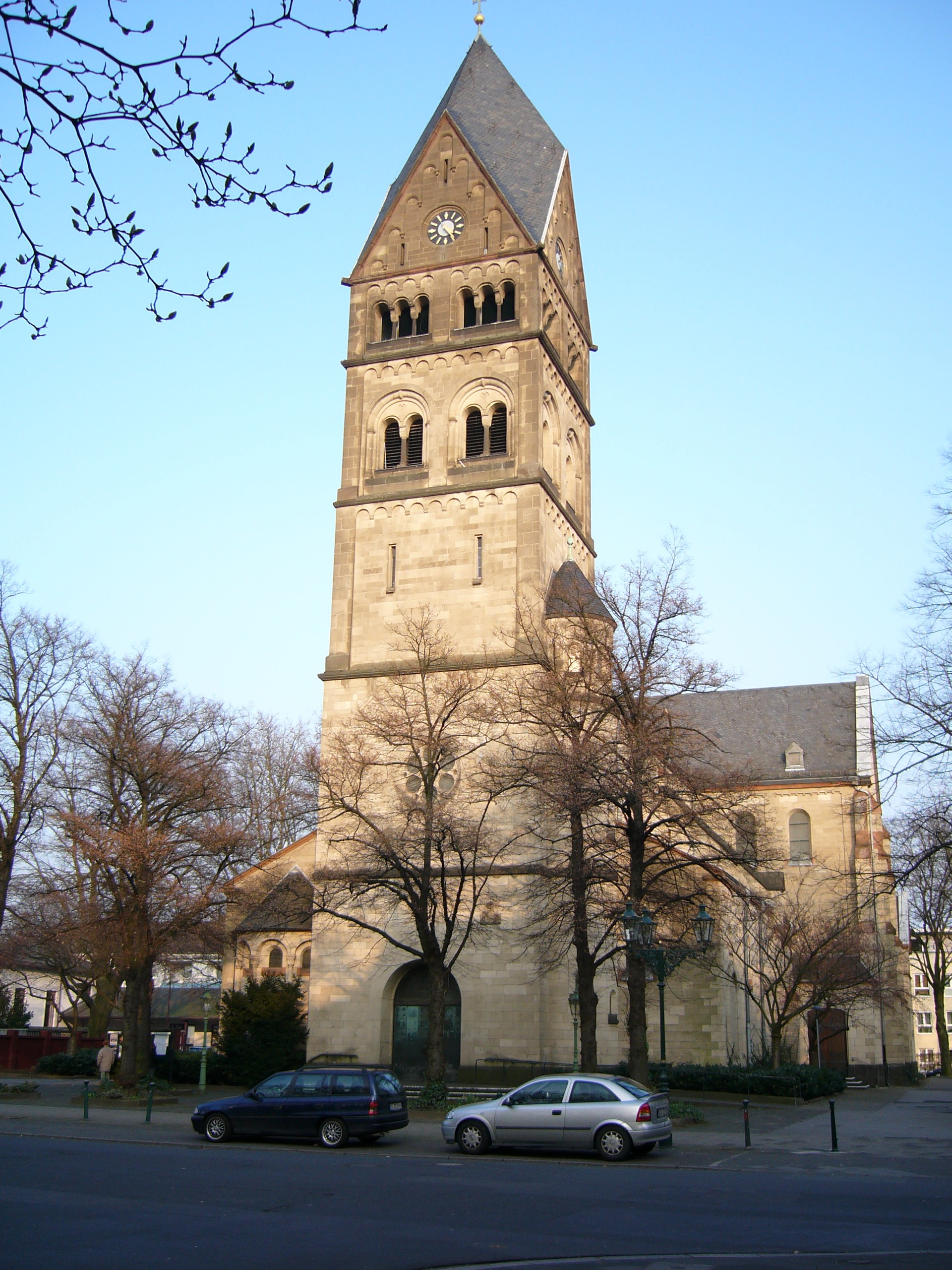
Церковь Розария Святой Марии, Верстен

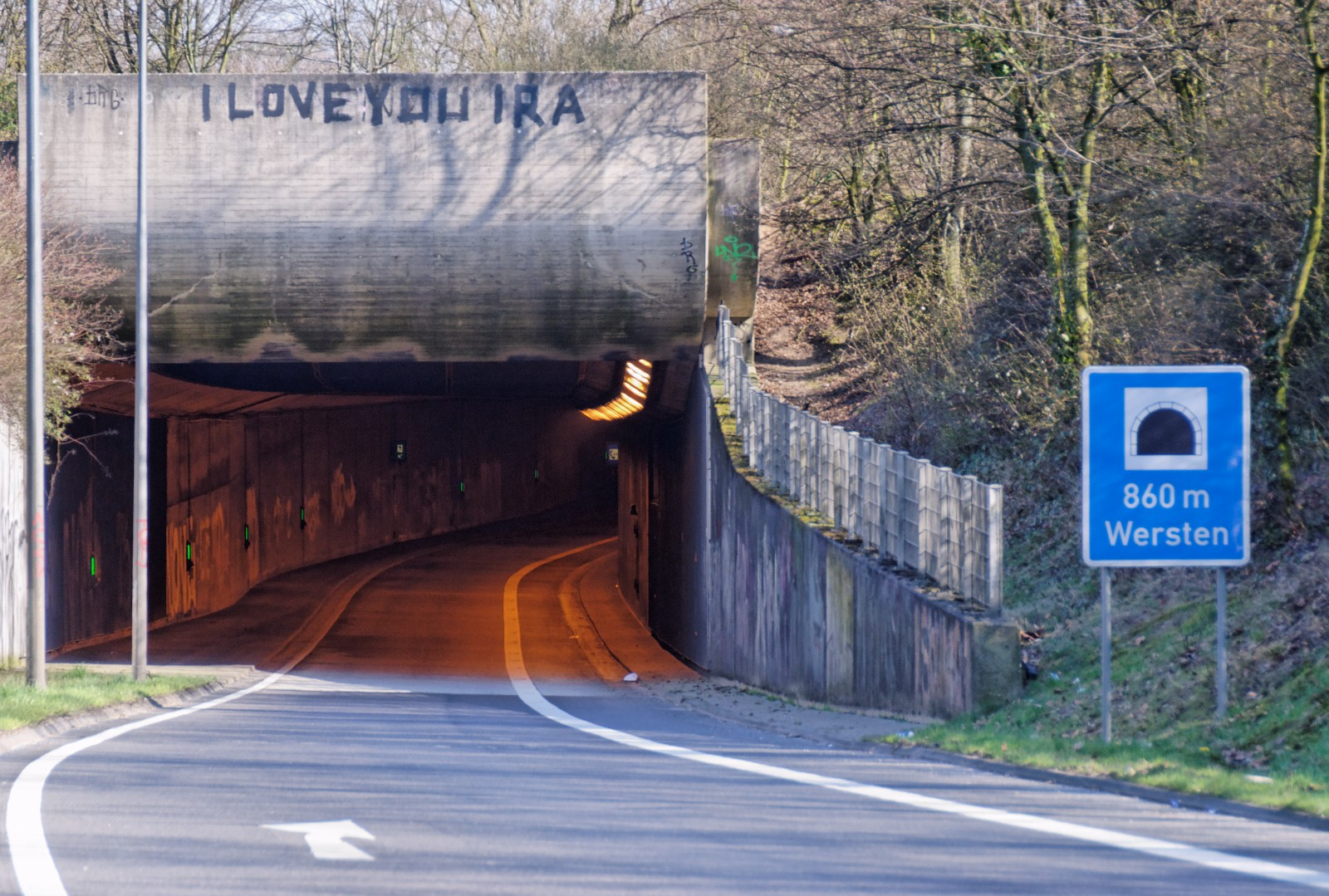
Туннель автобана под Верстеном

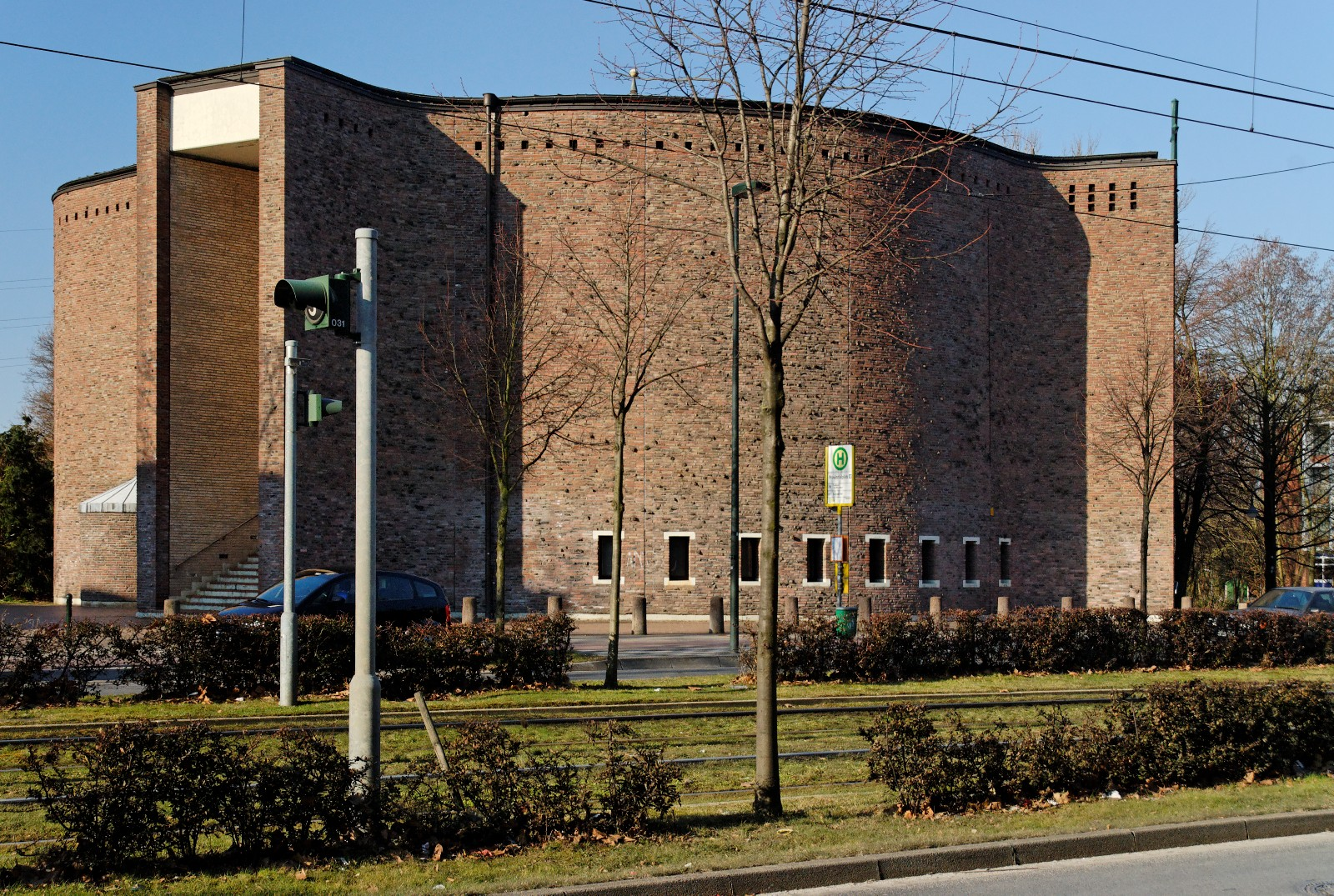
Церковь Франциска Сальского, Верстен

Верстен (нем. Wersten), — один из 50 административных районов Дюссельдорфа (Северный Рейн-Вестфалия, Германия), расположенный в южной части города (на севере округа 09).

## Положение
Положение района очень выгодное. С запада на восток в туннеле под Верстеном проходит автобан А46, имеющий здесь входной (выходной) портал. С севера на юг, по Кёльнской Земельной улице (Kölner Landstraße), осуществляется основная связь южных округом Дюссельдорфа (номера 09 и 10) с центром.
Соседними районами Верстена являются Химмельгайст, Хольтхаузен, Эллер, Обербильк и Бильк. На западе территория Верстена граничит с зелёной зоной и ботаническим садом университета, на северо-западе — с Южным парком Дюссельдорфа (Südpark), а на востоке — с промышленной зоной Хольтхаузена.

## Общая характеристика
Верстен вошёл в состав Дюссельдорфа в 1908 году. В настоящее время является спальным районом города. Экономическая деятельность сводится к розничной торговле и сфере обслуживания.

## Улицы
В Верстене насчитывается 113 улиц различных типов. Собственно улиц (Straße) насчитывается 68. На втором месте улицы, называющиеся «дорогами» (Weg), их всего 42. Кроме этого имеется одна площадь (Alice-Heye-Platz), одна тропа (Am Dammsteg) и один переулок (Mergelgasse). По главной улице (Kölner Landstr.) проложены рельсы, по которым ходят вагоны метротрамов 74 и 77. по другим важным улицам проложены автобусные маршруты SB50, 724, 732, 735, 780, 782, 785.
См. также Список улиц Верстена

## Достопримечательности
- Южный парк
- Южный участок речки Дюссель
- Церковь Чёток Святой Марии (кат.)
- Церковь Святой Марии в Бендене (кат.)
- Церковь Франциска Сальского (кат.)
- Церковь Стефана (еванг.)
- Ещё 5 памятников архитектуры, согласно общему листу охраняемых объектов Дюссельдорфа[2]